# Mayhill
Mayhill est une petite communauté non incorporée dans le Comté d'Otero, au Nouveau-Mexique aux États-Unis. 
Elle est entourée par la forêt nationale de Lincoln sur le versant oriental des montagnes de Sacramento, au confluent du Canyon James et du Rio Penasco, à environ 17 miles à l'est de Cloudcroft. L'altitude y est de 6 581 pieds. Mayhill comprend un bureau de poste, un restaurant et une station d'essence. Le village est presque entièrement résidentiel, composée en grande partie des maisons de vacances et chalets d'été. L' agriculture et l'élevage sont également des activités économiques importantes dans la région.  
L'observatoire à distance Tzec Maun s'y trouve à quelques miles, cette institution offre un accès gratuit à ses télescopes amateurs partout dans le monde. 